# 務台慎太郎
務台 慎太郎（むたい しんたろう、2000年4月20日 - ）は、長野県下諏訪町出身のプロアイスホッケー選手。ポジションはディフェンス。アジアリーグアイスホッケーの横浜GRITSに所属。
普段はエバラ食品工業株式会社で働いている。愛称は"しんちゃん"。

## 経歴
駒澤大学附属苫小牧高等学校、早稲田大学を経て、2023年6月22日にアジアリーグアイスホッケーの横浜GRITSと契約を結んだ。
2023-2024シーズンオフの2024年5月25日にGRITSと契約を継続した。
2024-2025シーズンはオフの2025年5月9日にGRITSと契約を継続した。

## 人物
5歳の時に友人のプレーを見て、アイスホッケーを始めた。